# Monocentrus modicus
Monocentrus modicus är en insektsart som beskrevs av Boulard 1971. Monocentrus modicus ingår i släktet Monocentrus och familjen hornstritar. Inga underarter finns listade i Catalogue of Life.